# 큐라클
큐라클(영어: Curacle Co. Ltd.)은 대한민국의 난치성 혈관질환 신약 개발 기업이다. 기술이전을 통한 신약 개발을 주력으로 하고 있다
3년 전 유럽 안과 치료제 전문 제약사 떼아 오픈이노베이션에 기술이전했던 황반변성 치료제 후보물질(CU06)을 2024년에 떼아 측이 반환하였다.

## 사업
난치성 질환, 대사 질환 관련 혁신 신약 연구 개발

## 상장
2021년 7월 22일에 주관사를 삼성증권과 NH투자증권으로 공모가 25,000원에 코스닥 시장에 상장하였다.

## 참고문헌
1. ↑  한가린, 큐라클, 세계최초 당뇨병성황반부종 경구용 신약 'CU06' 임상 2a상 발표소식에 초강세, 파이낸셜포스트, 2024-03-20
2. ↑  남대열, 경구용 DME 치료제 美 2a상 마친 큐라클… "이젠 후기 임상", 히트뉴스, 2024-01-30
3. ↑  큐라클, '망막 혈관·궤양성 대장염' 등 투트랙 치료제 개발, 히트뉴스, 2023-12-18
4. ↑  큐라클, 'EDB' 궤양성대장염 유럽 2상 “IND 승인”, 바이오스펙테이터, 2023-12-08
5. ↑  전준범, “2000억을 2.3조로 부풀리고, 실패를 성공인 척”… 허위·과장 얼룩진 바이오株, 조선비즈, 2024-05-27